# El Mojón

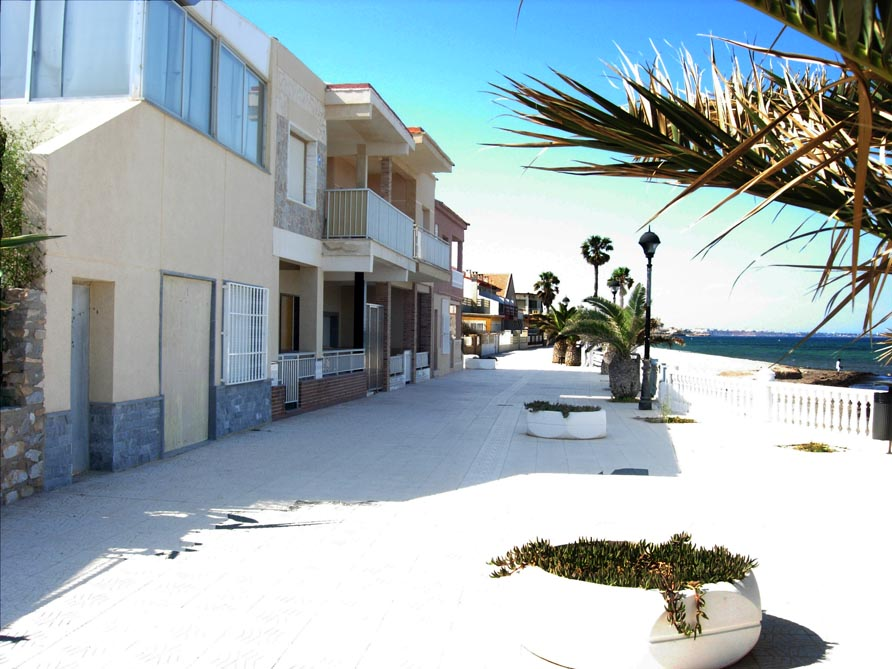
Aquest grup de cases es comparteix entre els dos territoris

El Mojón (en valencià, el Molló) és un poble fronterer entre el País Valencià i la Regió de Múrcia, tot sent pedania, respectivament, dels municipis del Pilar de la Foradada (al Baix Segura) i de San Pedro del Pinatar, sense cap separació ni diferència entre totes dues bandes. És el poble més meridional del País Valencià.
Té una població resident de 643 habitants (INE, 2008), dels quals 376 són valencians i 277 murcians. A l'estiu, com a indret turístic, multiplica la seua població. La seua línia de costa està urbanitzada fins a la Torre de la Foradada, mentre que al sud, els paratges dunars es conserven i protegeixen gràcies a formar un Parc Natural de la Regió de Múrcia. Celebra les seues festes patronals per Sant Roc, entre el 13 i el 16 d'agost.
Des de San Pedro del Pinatar s'ha reclamat 44 hectàrees, que prendria la totalitat de la pedania, tot assenyalant un error en l'amollonament escrit al Tractat de Torrelles de 1304. El recurs, però, va ser desestimat a l'agost de 2011.